# Sahr Ngaujah
Michael Sahr Ngaujah (Atlanta, 1977) è un attore e regista teatrale statunitense.

## Biografia
Sahr Ngaujah è nato ad Atlanta da una famiglia sierraleonese. Ha fatto il suo debutto nel mondo dello spettacolo a quindici anni, quando entrò nella Freddie Henricks Youth Ensemble nel 1992. Con la compagnia recitò estensivamente sulle scene statunitensi ed europee, recitando, tra gli altri, anche all'Onafhankelijk Toneel di Rotterdam e al Berlin Schaubühne di Berlino. 
Nel 2001 si trasferì ad Amsterdam, dove ha lavorato come regista per il Lef e l'ACT Festival. Nel 2008 tornò negli Stati Uniti per interpretare Fela Kuti nel musical Fela! nell'Off Broadway; lo show fu un grande successo e fu trasferito a Broadway nel novembre dello stesso anno e rimase in cartellone per quattrocento repliche con Ngaujah nel ruolo del protagonista. Per la sua interpretazione, Ngaujah ricevette una candidatura al Drama Desk Award e al Tony Award al miglior attore protagonista in un musical, oltre a vincere il Theatre World Award. 
Tra il 2011 e il 2013 l'attore continuò ad interpretare Fela! nel tour mondiale del musical, incluso al suo debutto sulle scene londinesi nel 2011 e altri sei mesi di repliche a Broadway nel 2012. Per la sua interpretazione a Londra fu candidato anche al Laurence Olivier Award al miglior attore in un musical. Nel 2019 è tornato a recitare a Broadway per interpretare Henri de Toulouse-Lautrec nell'adattamento teatrale di Moulin Rouge! e per la sua performance ha ricevuto una nomination al Tony Award al miglior attore non protagonista in un musical.

## Filmografia parziale

### Cinema
- Stepping - Dalla strada al palcoscenico (Stomp the Yard), regia di Sylvain White (2007)
- The Signal, regia di David Bruckner, Dan Bush e Jacob Gentry (2007)
- Freeheld - Amore, giustizia, uguaglianza (Freeheld), regia di Peter Sollett (2015)
- Money Monster - L'altra faccia del denaro (Money Monster), regia di Jodie Foster (2016)
- Patti Cake$, regia di Geremy Jasper (2017)

### Televisione
- Last Resort – serie TV, 4 episodi (2012-2013)
- The Blacklist – serie TV, 2 episodio (2015-2016)
- The Good Wife – serie TV, 1 episodio (2015)
- Law & Order - Unità vittime speciali – serie TV, 1 episodio (2016)
- High Maintenance – serie TV, 1 episodio (2018)
- Deception – serie TV, 1 episodio (2018)
- Luke Cage – serie TV, 7 episodi (2018)
- Bull – serie TV, 1 episodio (2019)
- Evil – serie TV, episodio 4x06 (2024)

## Riconoscimenti
- Tony Award
  - 2010 – Candidatura Miglior attore protagonista in un musical per Fela!
  - 2021 – Candidatura Miglior attore non protagonista in un musical per Moulin Rouge!
- Grammy Award
  - 2020 – Candidatura Miglior album di un musical teatrale per Moulin Rouge!
- Drama Desk Award
  - 2009 – Candidatura Miglior attore in un musical per Fela!
- Laurence Olivier Award
  - 2011 – Candidatura Miglior attore in un musical per Fela!
- Drama League Award
  - 2011 – Candidatura Miglior performance in un musical per Fela!
- Theatre World Award
  - 2010 - Miglior debuttante per Fela!

## Doppiatori italiani
Nelle versioni in italiano delle opere in cui ha recitato, Sahr Ngaujah è stato doppiato da:
- Simone Mori in Patti Cake$, Last Resort
- Alessandro Ballico in The Blacklist
- Simone Crisari in The Good Wife